# محمد جواد (لاعب كرة القدم)
محمد جواد  (15 يونيو 1988 المغرب) هو لاعب كرة قدم مغربي يلعب كمهاجم.